# Il nome della rosa
Il nome della rosa è un romanzo scritto da Umberto Eco ed edito per la prima volta da Bompiani nel 1980.
Già autore di numerosi saggi, il semiologo Eco decise di scrivere il suo primo romanzo, cimentandosi nel genere del giallo storico e in particolare del giallo deduttivo. Tuttavia, il libro può essere considerato un incrocio di generi, tra lo storico, il narrativo e il filosofico.
L'opera, ambientata sul finire dell'anno 1327, si presenta con un classico espediente letterario, quello del manoscritto ritrovato, opera, in questo caso, di un monaco di nome Adso da Melk, che, divenuto ormai anziano, decide di mettere su carta i fatti notevoli vissuti da novizio, molti decenni addietro, in compagnia del proprio maestro Guglielmo da Baskerville. La vicenda si svolge all'interno di un monastero benedettino ed è suddivisa in sette giornate, scandite dai ritmi della vita monastica.

## Storia editoriale
Eco aveva già un rapporto di lunga data con la Bompiani, che aveva pubblicato tutti i suoi lavori precedenti e che avrebbe preso Il nome della rosa "a scatola chiusa". Tuttavia pensò in un primo momento di consegnarlo all'editore Franco Maria Ricci o Adelphi per farlo pubblicare con una tiratura limitata di mille copie in un volume raffinato. La notizia che Eco aveva scritto un romanzo si sparse però velocemente e l'autore ricevette molteplici proposte dalla Einaudi e dalla Mondadori che vedevano del potenziale ne Il nome della rosa. A quel punto Eco tornò sui suoi passi e decise che tanto valeva lavorare con il suo editore storico. Così nel 1980 il romanzo fu pubblicato da Bompiani con una tiratura iniziale di 10 000 copie, a cui se ne aggiunsero subito dopo altre 20 000, visto il "successo a dir poco travolgente", che stupì lo stesso autore. Il prosieguo delle vendite fu "via via stimolata dal conseguimento di premi letterari a partire dal premio Strega 1981 e altri, dalle notizie sulle traduzioni e sul loro successo all'estero, in particolare negli Stati Uniti".
Il 9 luglio 1981, otto mesi dopo la pubblicazione del libro, Il nome della rosa vinse il Premio Strega, il più alto riconoscimento letterario in Italia. Nel mese di novembre 1982 ottenne in Francia il Prix Médicis nella categoria opere straniere. Nel 1983 il romanzo entrò nell'"Editors' Choice" di The New York Times, nel 1999 fu selezionato tra "I 100 libri del secolo" dal quotidiano francese Le Monde e nel 2009 fu inserito nella lista dei "1000 romanzi che ognuno dovrebbe leggere" dal quotidiano inglese The Guardian.
La sovraccoperta della prima edizione si chiude con le parole: «Se avesse voluto sostenere una tesi, l'autore avrebbe scritto un saggio (come tanti altri che ha scritto). Se ha scritto un romanzo, è perché ha scoperto, in età matura, che di ciò di cui non si può teorizzare, si deve narrare», sul calco della frase «su ciò di cui non si può parlare, si deve tacere» presente sia nella prefazione che come 7ª e ultima proposizione del Tractatus di Wittgenstein. Il romanzo è stato più volte ristampato nel corso degli anni ed è arrivato a vendere circa 50 milioni di copie in Italia e nel resto del mondo, dove è stato tradotto in oltre 40 lingue. Nel 2002 fu oggetto di un curioso fenomeno, grazie al lancio di un'iniziativa editoriale del quotidiano la Repubblica che lo distribuì gratuitamente in oltre un milione di copie.
Nel maggio del 2020 la casa editrice La Nave di Teseo, fondata dallo stesso Eco, pubblica una versione del romanzo arricchita coi disegni e gli appunti preparatori dell'autore.

## Tre incipit
Il romanzo inizia con tre incipit diversi: una finta introduzione, un prologo e l'inizio vero e proprio della storia nel Primo Giorno.
1) L'introduzione comincia con «Il 16 agosto 1968 mi fu messo tra le mani un libro dovuto alla penna di tale abate Vallet, Le manuscript de Dom Adson de Melk, traduit en français d'après l'édition de Dom J. Mabillon (Aux Presses de l'Abbaye de la Source, Paris, 1842).»
2) L'incipit del prologo, come già quello del Morgante di Pulci, cita l'Inno al Logos del Prologo del Vangelo secondo Giovanni 1, 1-2 («In principio era il Verbo, il Verbo era presso Dio e il Verbo era Dio»). Inoltre vi appare 1 Corinzi 13, 12: «Videmus nunc per speculum et in aenigmate» («Adesso noi vediamo in modo confuso, come in uno specchio»), già citato in precedenza da Eco in Opera aperta del 1962.
3) L'incipit del primo capitolo «Era una bella mattina di fine novembre» è un riferimento al cliché «Era una notte buia e tempestosa», usato da Snoopy per l'inizio di ciascuno dei suoi romanzi, e ideato da Edward Bulwer-Lytton nel 1830.
Nel prologo, l'autore racconta di aver letto durante un soggiorno all'estero il manoscritto di un monaco benedettino riguardante una misteriosa vicenda svoltasi in età medievale in un'abbazia sulle Alpi piemontesi. Rapito dalla lettura, egli inizia a quel punto a tradurlo su qualche quaderno di appunti prima di interrompere i rapporti con la persona che gli aveva messo il manoscritto tra le mani. Dopo aver ricostruito la ricerca bibliografica che lo portò a recuperare alcune conferme, oltre alle parti mancanti del testo, l'autore passa quindi a narrare la vicenda di Adso da Melk.

## Trama

### Gli omicidi nell'abbazia
Fine del novembre 1327. Guglielmo da Baskerville, un frate francescano inglese, e il suo allievo Adso da Melk si recano in un monastero benedettino di regola cluniacense, sulle Alpi piemontesi. Questo monastero sarà sede di un delicato convegno che vedrà protagonisti i francescani (sostenitori delle tesi pauperistiche e alleati dell'imperatore Ludovico) e i delegati della curia papale di Papa Giovanni XXII, insediata a quei tempi ad Avignone. I due religiosi (Guglielmo francescano e inquisitore "pentito", il suo discepolo Adso novizio benedettino) si recano in questo luogo perché Guglielmo è stato incaricato dall'imperatore di partecipare al congresso, quale sostenitore delle tesi pauperistiche. L'abate, timoroso che l'arrivo della delegazione avignonese possa ridimensionare la propria giurisdizione sull'abbazia e preoccupato che l'inspiegabile morte del giovane confratello Adelmo durante una bufera di neve possa far saltare i lavori del convegno e far ricadere la colpa su di lui, ha deciso di confidare nelle capacità inquisitorie di Guglielmo affinché faccia luce sul tragico omicidio, cui i monaci tra l'altro attribuiscono misteriose cause soprannaturali. Nel monastero circolano infatti numerose credenze circa la venuta dell'Anticristo.
Nonostante la quasi totale libertà di movimento concessa all'ex inquisitore, viene trovato morto Venanzio, giovane monaco traduttore dal greco e amico di Adelmo. Un personaggio su cui si vociferano malignità è l'aiuto bibliotecario Berengario da Arundel, troppo succube del bibliotecario Malachia, grasso, minato nella salute (soffre di convulsioni) e perfino peccatore sodomita concupendo i giovani monaci e scambiando favori sessuali con libri proibiti. Guglielmo ipotizza infatti che Adelmo, sconvolto dai rimorsi e dal senso di colpa, si è tolto la vita proprio a causa di questo scambio, non prima, però, di aver rivelato a Venanzio del libro e come trovarlo.
Guglielmo sospetta sin dall'inizio e, man mano, si convince sempre più che il segreto dietro tutte le morti sia da cercare nella lotta di potere all'interno dell'abbazia, e in un libro misterioso nascosto nella biblioteca, il cui impianto è certamente ispirato alla planimetria ottagonale di Castel del Monte in Puglia, come lo stesso Eco afferma e da lui stesso disegnato nei suoi schizzi e appunti, vanto del monastero costruito come un intricato labirinto a cui hanno accesso solo il bibliotecario e il suo aiutante. Durante le indagini sulla morte di Adelmo e Venanzio, Guglielmo trova, infatti, su un frammento di pergamena, delle scritte fatte da due mani diverse, una in greco (che riconduce ad uno "strano" libro) e una in latino (la chiave per entrare nel Finis Africae, settore della biblioteca in cui è custodito il libro, che riporta la frase: "Secretum finis Africae manus supra idolum age primum et septimum de quatuor"). Guglielmo conclude che Venanzio ha ricevuto questo brandello di pergamena da Adelmo, quando lo aveva incontrato mentre vagava tra le tombe del cimitero per andare incontro al suo destino. La notte dopo, Venanzio si era recato in biblioteca per recuperare il libro, ma era poi stato ritrovato cadavere nelle cucine di uno degli edifici presenti nell'abbazia, da un misterioso monaco che si era scoperto poi essere Berengario, il quale, per allontanare lo scandalo dalla biblioteca, si era caricato il corpo in spalla per poi gettarlo in un orcio pieno di sangue di maiale.

Mappa della biblioteca

Quella stessa mattina, convinti di dar la caccia a un libro in greco, né Adso né Guglielmo prestano attenzione ad un libro scritto in arabo e su diversi tipi di pergamena presenti sul tavolo di Venanzio. Quella notte, il libro viene sottratto dall'aiuto bibliotecario Berengario, insieme alle lenti da vista di Guglielmo. Guglielmo e Adso entrano nella biblioteca e, non sapendo come orientarsi né cosa cercare, riuscirono ad uscirne solo grazie alla fortuna. Il mattino successivo, anche Berengario risulta sparito e viene ritrovato a sera, morto, nei balnea. All'autopsia, anche Berengario presenta la punta delle dita e la lingua nere .
Nel monastero sono presenti anche due ex appartenenti alla setta dei dolciniani: il cellario Remigio da Varagine e il suo amico Salvatore, che parla una strana lingua combinante latino, spagnolo, italiano, francese e inglese. Remigio intrattiene un commercio illecito con una povera fanciulla del luogo che, in cambio di favori sessuali, riceve cibo dal cellario. Una notte, anche lo stesso Adso, per una serie di circostanze, fa la conoscenza della ragazza nelle cucine dell'edificio e scopre i piaceri dei sensi, iniziando a nutrire per la ragazza un misto di amore e preoccupazione. Confessata pudicamente a Guglielmo la sua avventura, questi gli dice che il fatto non avrebbe più dovuto ripetersi, ma che non si trattava di un peccato così grave se paragonato a quelli che avvenivano all'interno dell'abbazia sotto i loro occhi.
L'indagine di Guglielmo viene interrotta dall'arrivo della delegazione papale. L'inquisitore Bernardo Gui trova la fanciulla insieme a Salvatore e prende spunto dalla presenza di un gallo nero, che Salvatore aveva preso per attuare un rito che avrebbe potuto far innamorare di lui la ragazza e "rubarla" a Remigio, per accusare entrambi di essere cultori di riti satanici. Dopo esser riuscito a ottenere una confessione dal povero Salvatore, che ammette il suo passato di dolciniano, Bernardo Gui processa e condanna fra' Remigio, Salvatore e la fanciulla, dichiarandoli inoltre colpevoli delle morti avvenute nel monastero.
Il bibliotecario Malachia, convinto dall'uomo che cerca di impedire che il libro venga letto, uccide l'erborista Severino da Sant'Emmerano (che fino ad allora aveva aiutato Guglielmo con le sue conoscenze sulle erbe) e, il giorno seguente, viene anch'esso ritrovato morto. Guglielmo ricostruisce l'accaduto: Berengario aveva disobbedito per la prima volta a Malachia e, invece di consegnargli il libro misterioso, lo aveva letto; tormentato dal veleno, si era recato in erboristeria per cercare delle erbe lenitive per fare il bagno, aveva nascosto il libro nella stanza per poi morire nei balnea. Severino aveva recuperato il libro e cercato di avvertire Guglielmo, impegnato nella disputa teologica sul tema della povertà della Chiesa cattolica, ma era stato intercettato e ucciso da Malachia. Nemmeno quest'ultimo, però, aveva riconosciuto il libro. Guglielmo e Adso avevano cercato tra i libri di Severino un libro greco, senza sapere, però, che lo stesso libro era composto anche da un libro arabo, perciò non gli prestarono attenzione. Poco dopo, tuttavia, il libro era stato ritrovato da Bencio da Uppsala che lo aveva nascosto. Malachia lo aveva raggiunto per proporgli di diventare il nuovo aiuto bibliotecario, così Bencio gli restituì il libro; ma anche Malachia aveva letto il libro, invece di rimetterlo al suo posto, e per questo aveva trovato la morte, mentre mormorava: "aveva il morso di mille scorpioni".
Bencio, estremamente ambizioso e con una enorme passione per i libri, aveva sempre desiderato il posto da bibliotecario e, pertanto, aveva nascosto informazioni a Guglielmo, ma adesso è disperato e non sa cosa fare. Guglielmo lo rimprovera aspramente, per poi consigliargli di non fare più niente, se vuole salva la vita.

### La lotta di potere all'interno dell'abbazia e la genealogia dei bibliotecari e degli abati
Guglielmo e Adso hanno modo di parlare con tutti i monaci dell'abbazia. In particolare, i colloqui con il mastro vetraio Nicola da Morimondo e il vecchio Alinardo da Grottaferrata risultano interessanti: molti monaci sono scontenti per il modo in cui l'abbazia viene guidata; si maligna su Abbone, divenuto abate perché figlio di un feudatario e non per merito religioso, se non quello di essere riuscito a calare il corpo di San Tommaso d'Aquino dalla torre dell'abbazia di Fossanova (dove l'Aquinate effettivamente morì).
Durante lo stesso colloquio con Nicola da Morimondo, Guglielmo scopre che la nomina ad abate di Abbone aveva sconvolto le tradizioni due volte: in primis, perché non era stato bibliotecario, e poi perché aveva nominato bibliotecario un tedesco (Malachia), che si era scelto come aiuto un inglese (Berengario), scontentando gli italiani che erano legati alla tradizione di avere bibliotecari (e quindi abati) italiani. All'arrivo di Nicola da Morimondo all'Abbazia, Abbone era infatti già abate, ma il bibliotecario era Roberto da Bobbio e i confratelli anziani parlavano di uno sgarbo, subìto in passato da Alinardo da Grottaferrata a cui era stata negata la dignità di bibliotecario. Roberto da Bobbio aveva un aiutante al cui decesso era stato nominato Malachia, il quale, divenuto bibliotecario, aveva eletto Berengario come suo aiuto. Era voce comune, tra i monaci dell'Abbazia, che Malachia fosse uno sciocco che faceva il cane da guardia all'abbazia senza aver capito nulla: chiunque avesse bisogno di consigli circa i libri chiedeva a Jorge da Burgos, monaco anziano riverito per la sua erudizione e per il suo zelo religioso, e non a Malachia, tanto che a molti sembrava fosse Jorge a dirigere il lavoro di Malachia. Guglielmo apprende che, secondo la regola benedettina, il bibliotecario è, di solito, il candidato naturale a diventare abate. Prima di Abbone, l'abate era Paolo da Rimini, prima ancora bibliotecario e lettore voracissimo, ma incapace di scrivere e pertanto soprannominato abbas agraphicus, e Roberto da Bobbio era il suo aiuto. Quando Paolo era divenuto Abate, Roberto era stato nominato bibliotecario, anche se già malato. Paolo da Rimini scomparve durante un viaggio e, pertanto, gli succedette Abbone e non Roberto da Bobbio. Nicola è convinto che Berengario e Malachia fossero stati uccisi perché un domani non diventassero abati, concludendo che anche Bencio, in quanto straniero, fosse in pericolo di vita, qualora Abbone lo nominasse bibliotecario.
La biblioteca ha un catalogo, su cui il responsabile e il suo aiuto riportano tutti i libri che transitano nell'abbazia. Consultandolo, Guglielmo rintraccia il susseguirsi degli abati e dei bibliotecari attraverso le loro calligrafie. Investigando su chi sia il proprietario della calligrafia che riporta le acquisizioni al posto di Paolo da Rimini, che non era in grado di scrivere, l'ex inquisitore comprende infine che l'aiuto bibliotecario di Roberto da Bobbio, che Nicola credeva morto, è in realtà vivo.
Nel colloquio successivo con Bencio, venne scoperto che il libro "assassino" è composto da 4 testi: uno in arabo, uno in siriano, uno in latino e uno in greco, definito acephalus perché mancante della parte iniziale. Inoltre, Bencio riporta che il testo greco è scritto su una carta diversa, più soffice ed intrisa di umidità fin quasi a sfaldarsi. Guglielmo riconosce in quel tipo di carta il pergamino de pano, avendo finalmente la certezza dell'identità del responsabile di tutte quelle morti.

### La soluzione del mistero
Guglielmo cerca di avvertire l'Abate del pericolo che lo minaccia, ma il religioso decide di insabbiare la vicenda e risolverla con la sua autorità. Grazie a una celia in latino volgare riportatagli da Adso, Guglielmo scopre finalmente come entrare nel finis Africae dov'era custodito il manoscritto fatale: l'ultima copia rimasta del secondo libro della Poetica di Aristotele, che tratta della commedia e del riso. Nel salire in biblioteca, dall'ingresso posteriore all'altare della chiesa, che poi attraversa l'ossario, Guglielmo e Adso odono un battere disperato sui muri. Capiscono che l'abate è rimasto imprigionato in un secondo accesso diretto al finis Africae, le cui porte possono essere azionate solo dall'alto. Nel finis Africae trovano il vecchio Jorge. Il pergamino de pano veniva prodotto in Spagna, e lo spagnolo Jorge era l'aiutante bibliotecario che aveva vinto la carica contro Alinardo, e la cui calligrafia nel catalogo copriva diverse pagine in corrispondenza del periodo in cui Paolo da Rimini era bibliotecario, ma incapace di scrivere; divenuto cieco, aveva dovuto rinunciare alla carica di bibliotecario e di abate, facendo eleggere Malachia al suo posto, ma continuando di fatto a governare la biblioteca. Jorge offre a Guglielmo il libro da leggere, ma questi lo sfoglia con le mani protette da un guanto, evitando quindi il contatto con il veleno; le pagine del libro sono, infatti, pregne del veleno che Jorge aveva cosparso sui margini delle pagine: il malcapitato lettore che l'avesse sfogliato inumidendosi le dita con la lingua, avrebbe passato il veleno dalle pagine alla lingua ingerendolo irrimediabilmente. In una sequenza di attimi frenetici, Jorge riprende il libro e scappa via, approfittando del buio, inseguito da Guglielmo e da Adso capaci di orientarsi soltanto grazie alla provenienza della voce del vegliardo. Lo raggiungono in una sala, trovandolo intento a strappare e divorare le pagine avvelenate del testo, in modo che più nessuno possa leggerlo. Percepito il calore del lume, Jorge lo rovescia, provocando un incendio che nessuno riesce a domare e che inghiotte nel fuoco l'intera abbazia.

### Epilogo
Scampati all'incendio, Adso e Guglielmo abbandonano l'abbazia e decidono di separarsi. Dopo esser diventato monaco, Adso narra di aver fatto ritorno anni dopo all'Abbazia, trovando, dove anni prima si erano consumati omicidi, intrighi, veleni e scoperte, solo silenzio e un'angosciosa solitudine.

## Errori
Alcuni anacronismi presenti sono molto probabilmente parte dell'artificio letterario, la cui contestualizzazione è documentabile nelle pagine del libro che precedono il prologo, in cui l'autore afferma che il manoscritto su cui è stata successivamente svolta la traduzione in italiano corrente conteneva interpolazioni dovute a diversi autori dal medioevo fino all'epoca moderna. Eco inoltre ha segnalato di persona alcuni errori ed anacronismi che erano presenti nelle varie edizioni del romanzo fino alla revisione del 2011:
- Nel romanzo si menzionano due volte i peperoni, prima in una ricetta ("carne di pecora con salsa cruda di peperoni") poi quando Adso sogna una sua rielaborazione della Cena Cypriani, nella quale tra le diverse vivande che gli ospiti portano alla tavola compaiono, appunto, anche i peperoni. Si tratta di un "piatto impossibile": i peperoni furono infatti importati dall'America oltre un secolo e mezzo dopo l'epoca in cui si ambienta il romanzo.[21] Un anacronismo simile si ritrova quando nel romanzo viene citata la zucca, che viene confusa con la cicerbita, menzionata in un erbario dell'epoca.[21]
- Durante il settimo giorno-notte, Jorge dice a Guglielmo che Francesco d'Assisi "imitava con un pezzo di legno i movimenti di chi suona il violino", strumento che non esisteva prima dell'inizio del XVI secolo.[21]
- In un punto del romanzo Adso afferma di aver fatto qualcosa in "pochi secondi" quando quella misura temporale non era ancora utilizzata nel medioevo.[21]
- Più volte nel romanzo ci si riferisce all'Impero Romano d'Oriente come "Bisanzio" o "Impero Bizantino", appellativo questo nato solo nel corso del XVIII secolo.

Presente ancora nella Nota prima del prologo, nella quale Eco cerca di collocare le ore liturgiche e canoniche:
- Nell'ora Prima si confonde l'aurora con l'alba.
- Se si ipotizza, come logico, che Eco abbia fatto riferimento al Tempo Medio locale, la stima dell'inizio dell'ora Prima (alba) e dell'inizio del Vespro (tramonto), così come quelle nelle righe finali ("alba e tramonto verso le 7,30 e 4,40 pomeridiane"), portano ad una durata, dall'alba a Mezzogiorno, uguale o inferiore a quella da Mezzogiorno al tramonto, quindi errata: il contrario di quanto avviene nella realtà a fine novembre (si tratta di una errata applicazione dell'Equazione del tempo). Se Eco avesse usato (ma senza darne evidenza) il Tempo Vero, la stima dell'inizio dell'ora Prima (alba) e dell'inizio del Vespro (tramonto), simmetrici rispetto a Mezzogiorno, tornerebbero corretti, ma resterebbe l'errore della dissimmetria nelle righe finali ("alba e tramonto verso le 7,30 e 4,40 pomeridiane").
- Il primo giorno della visita all'Abbazia effettuata nell'ultima settimana di novembre del 1327, verso le 2 del pomeriggio, Guglielmo chiede se avrebbero trovato qualcuno nello scriptorium anche se era domenica.[22] Guardando il calendario del novembre 1327 si vede che la domenica della penultima settimana di novembre cade il 22 novembre. In un'altra parte del testo il terzo giorno verso le ore 18 si dice che la Luna era luminosissima.[23] Infatti, la notte di martedì 24 novembre 1327, la Luna è crescente, e passa a Luna piena domenica 29 novembre 1327; non può quindi essere questa la domenica citata da Guglielmo, perché tre giorni dopo la Luna non può essere così luminosa, essendo una Luna calante.
- Nella seconda pagina del prologo, Adso, che scrive da vecchio verso la fine del 1300, riferisce che “Sin dai primi anni di quel secolo il Papa Clemente V aveva trasferito la sede apostolica ad Avignone” . Poiché la sede apostolica è stata trasferita nel 1309, un vero Adso avrebbe scritto: “Sin dai primi anni di questo secolo….”

## Personaggi

### Protagonisti
- Guglielmo da Baskerville, frate francescano, già inquisitore, si reca al monastero in cui si svolge la vicenda dietro richiesta dell'imperatore, in qualità di mediatore fra il papato, l'Impero e l'ordine francescano nell'ambito di un incontro che si terrà nell'abbazia. Guglielmo ricorda in maniera palese il filosofo francescano inglese Guglielmo di Ockham, maestro del metodo induttivo; peraltro, nelle citazioni l'autore inventa una fittizia discendenza discepolare di Guglielmo da Ruggero Bacone, anch'egli filosofo d'Oltremanica del XIII secolo. Inoltre per il suo aspetto fisico e acume si rifà al noto personaggio Sherlock Holmes di sir Arthur Conan Doyle, somiglianza rafforzata dalla stessa origine di Guglielmo, che richiama uno dei racconti più famosi dell'investigatore inglese: Il mastino dei Baskerville[3]. È il protagonista del romanzo. È uno spirito pragmatico, esperto nei più vari campi del sapere (filosofia, teologia, politica, lingue, botanica, ecc.) ed estremamente curioso (nel Medioevo la curiosità non era una qualità adatta ad un bravo monaco, perché un monaco fedele aveva già la risposta a tutte le sue domande). Nutre una profonda amicizia e anche pietà verso Ubertino da Casale, un affetto quasi paterno per Adso da Melk e amore per la sua terra d’origine.
- Adso da Melk, novizio benedettino al seguito di Guglielmo, è la voce narrante della storia. Come il maestro ricorda Sherlock Holmes, così Adso richiama nel nome e nel rango il suo assistente dottor Watson. Entrambi inoltre sono narratori in prima persona dei fatti loro accaduti. Inoltre il suo nome deriva dal verbo latino adsum, cioè "esserci, essere presente, testimoniare" che è esattamente ciò che Adso fa in tutta la storia. La sua figura è correlata a quella del monaco effettivamente esistito Adso da Montier-en-Der. Rivela le caratteristiche di ogni adolescente: una certa ingenuità, freschezza mentale, un grande entusiasmo in ogni cosa che fa, impulsività ed emotività, desiderio di vedere, di imparare e di fare esperienze nuove. Nel rapporto con Guglielmo si mette in evidenza il classico rapporto maestro-allievo / padre-figlio. Si innamora della ragazza del villaggio e soffre tremendamente quando lei viene condannata ingiustamente al rogo come strega.

### Monaci dell'Abbazia
- Abbone da Fossanova, abate del monastero; è l'unico, insieme al bibliotecario, al suo aiutante e a padre Jorge da Burgos, a conoscere i segreti della biblioteca.
- Jorge da Burgos, anziano cieco proveniente dalla Spagna, profondo conoscitore dei segreti del monastero e in passato bibliotecario. Il personaggio appare una riuscita caricatura di Jorge Luis Borges: ciò non soltanto per la comune cecità e per l'evidente assonanza dei nomi, ma anche per la diretta discendenza borgesiana dell'immagine della biblioteca come specchio del mondo e persino della planimetria poligonale con cui la biblioteca dell'abbazia è disegnata, che si ispira al racconto La biblioteca di Babele. Ritiene che il mondo sia ormai decaduto, vecchio e vicinissimo al momento del giudizio finale, pertanto si sente investito della missione divina di conservare il più a lungo possibile le verità di fede così come sono state elaborate fino a quel momento dalla Scrittura e dai Padri della Chiesa. È fermamente contrario al riso, in quanto capace di distruggere il principio di autorità e sacralità del dogma.
- Alinardo da Grottaferrata, il più anziano dei monaci. Per il suo comportamento, è considerato da tutti affetto da demenza senile, ma nei momenti di lucidità si rivela utile alla risoluzione della vicenda.
- Adelmo da Otranto, miniatore e primo morto.
- Venanzio da Salvemec, traduttore dal greco e dall'arabo, conoscitore dell'antica Grecia e devoto di Aristotele. Secondo morto.
- Berengario da Arundel, aiuto bibliotecario dell'abbazia. Terzo morto.
- Bencio da Uppsala, giovane scandinavo trascrittore di testi di retorica. Dopo la morte di Berengario diventa nuovo aiuto-bibliotecario.
- Severino da Sant'Emmerano, erborista. Quarto morto.
- Malachia da Hildesheim, bibliotecario. Quinto morto.
- Remigio da Varagine, cellario ex-dolciniano. Il suo nome può essere ricondotto al frate domenicano (poi arcivescovo di Genova) Jacopo da Varazze[24], scrittore in latino, che deve la sua fama ad una raccolta di vite di santi, tra le quali spicca la Legenda Aurea, una versione della Leggenda della Vera Croce, ripresa tra l'altro anche da Piero della Francesca per il suo ciclo di affreschi in San Francesco ad Arezzo. Viene processato da Bernardo Gui, condannato alla tortura e poi al rogo.
- Salvatore, ex-dolciniano, amico di Remigio; parla una lingua mista di latino e volgare. Il suo grido "Penitenziagite!", con cui accoglie i nuovi venuti all'abbazia, rimanda alle lotte intestine della chiesa medievale, tra i vescovi cattolici e il movimento degli spirituali, portato avanti dai seguaci di fra' Dolcino da Novara. La parola "Penitenziagite" è una contrazione della locuzione latina "Poenitentiam agite" ("fate la Penitenza"), frase con cui i dolciniani ammonivano il popolo al loro passaggio.
- Nicola da Morimondo, vetraio.
- Aymaro da Alessandria, trascrittore italiano.

### Personaggi minori
- Magnus da Iona, trascrittore.
- Patrizio da Clonmacnois, trascrittore.
- Rabano da Toledo, trascrittore.
- Waldo da Hereford, trascrittore.
- La contadina del villaggio, il cui nome è taciuto; è l'unica donna dell'intero romanzo, ed è l'unica donna con la quale Adso prova un'esperienza sessuale.

### Delegazione pontificia
- Bernardo Gui, inquisitore dell'ordine domenicano. È il capo della legazione pontificia. Svolge il suo ufficio di inquisitore con durezza e crudeltà implacabili. Il suo obiettivo reale è la buona riuscita della sua funzione politica ed è disposto a tutto pur di mettere in difficoltà i suoi avversari.
- Bertrando del Poggetto, cardinale a capo della delegazione pontificia.

### Delegazione imperiale (minoriti)
- Berengario Talloni.
- Girolamo di Caffa, vescovo. Ispirato da Girolamo di Catalogna, primo vescovo di Caffa, in Crimea.
- Michele da Cesena, generale dell'ordine dei frati minori e capo della delegazione imperiale.
- Ugo da Novocastro.
- Bonagrazia da Bergamo.
- Ubertino da Casale. Personaggio storico (1259-1329), mistico francescano discepolo di Pietro di Giovanni Olivi. Nell'opera è presentato appunto quale vegliardo dai grandi occhi azzurri, calvo, con la bocca sottile e rossa, la pelle candida e i lineamenti dolcissimi. Nutre una profonda amicizia verso Guglielmo. È un uomo molto combattivo ed ardente ed ha avuto una vita dura e avventurosa. Francescano spirituale, ritiene che un monaco non debba possedere nulla, né personalmente, né come convento, né come ordine. Afferma la povertà di Cristo e condanna la ricchezza terrena della chiesa del tempo. Per questo è accusato dal papato di eresia. Viene però lasciato libero di abbandonare l’ordine ed è accolto dai benedettini. Quando la spedizione papale di Bernardo Gui arriva nell’abbazia, Ubertino scappa per non essere ucciso dai delegati del papa. Morirà due anni dopo in circostanze misteriose.

## Genesi dell'opera

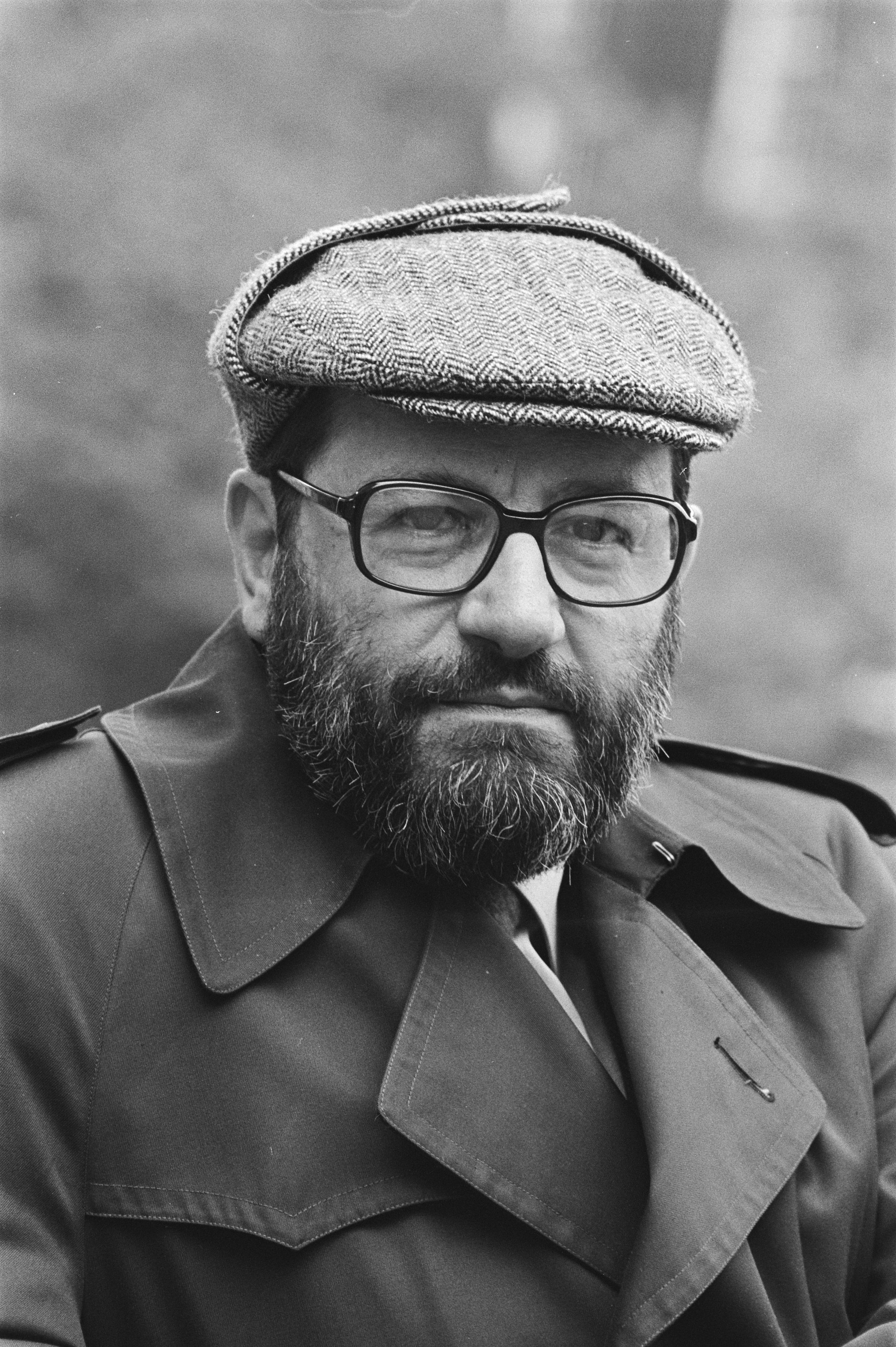
L'autore, Umberto Eco, nel 1984

Umberto Eco aveva alle spalle un gran numero di saggi. L'idea di scrivere un romanzo venne alla luce nel 1978, quando un amico editore gli disse di voler curare la pubblicazione di una serie di brevi romanzi gialli. Eco declinò l'offerta e, scherzando, affermò che se mai avesse scritto un romanzo giallo, sarebbe stato un libro di cinquecento pagine con protagonisti dei monaci medievali. Quello che era nato come uno scherzo prese forma quando nella mente dell'autore si creò l'immagine di un monaco avvelenato mentre stava leggendo in una biblioteca.
Nelle Postille al Nome della rosa Eco scrisse che "voleva uccidere un monaco", ma in seguito criticò chi aveva preso alla lettera questa dichiarazione, affermando che la sua curiosità nasceva solamente dal fascino che l'immagine di un monaco morto mentre leggeva gli suscitava. Le emozioni connesse a quest'immagine gli derivavano, a suo dire, dalla partecipazione a sedici anni ad un corso di esercizi spirituali presso il monastero benedettino di Santa Scolastica. La visione della biblioteca con il grande volume degli Acta Sanctorum aperti sul leggio e "lame di luce che entravano dalle vetrate opache" gli creò un indelebile "momento di inquietudine".
La decisione di ambientare il romanzo nel medioevo fu una scelta dettata dalla familiarità di Eco con quel particolare periodo storico, che aveva già approfondito in studi e saggi precedenti. Il primo anno, dopo aver avuto l'idea, l'autore lo passò pianificando i luoghi ed i personaggi della sua opera, per "prendere confidenza" con l'ambiente che stava immaginando ed entrare in familiarità con gli attori:

### Titolo
Il titolo provvisorio del libro, durante la stesura, era L'abbazia del delitto. Successivamente Eco valutò anche il titolo Adso da Melk, ma poi considerò che nella letteratura italiana, a differenza di quella inglese, i libri aventi per titolo il nome del protagonista non hanno mai avuto fortuna. Infine si decise per Il nome della rosa, perché a chiunque chiedesse, "diceva che Il nome della rosa era il più bello".
La scelta del titolo richiama inoltre il verso, di argomento nominalista, I, 952 del De contemptu mundi di Bernardo Cluniacense, che chiude il romanzo: "Stat rosa pristina nomine, nomina nuda tenemus" ("La rosa primigenia [ormai] esiste [soltanto] in quanto nome: noi possediamo nudi nomi") — nel senso che, come sostenuto dai nominalisti, l'universale non possiede realtà ontologica ma si riduce ad un mero nome, ad un fatto linguistico. Il titolo inoltre rimanda implicitamente ad alcuni dei temi centrali dell'opera: la frase "Stat rosa pristina nomine, nomina nuda tenemus" ricorda anche il fatto che di tutte le cose alla fine non resta che un puro nome, un segno, un ricordo. Così è per la biblioteca e i suoi libri distrutti dal fuoco, ad esempio, e per tutto un mondo, quello conosciuto dal giovane Adso, destinato a scomparire nel tempo. Ma in realtà tutta la vicenda narrata è un continuo ricercare segni, "libri che parlano di altri libri", come suggerisce lo stesso Eco nelle Postille al Nome della rosa, le parole e i "nomi" attorno a cui ruota tutto il complesso di indagini, lotte, rapporti di forza, conflitti politici e culturali.
In un articolo pubblicato da Griseldaonline, una rivista scientifica dell'Università di Bologna, si sostiene che molti elementi del Nome della rosa provengano in maniera deliberata dalle opere di Leonardo Sciascia. Tra questi, il titolo ricalcherebbe un'espressione utilizzata dallo scrittore siciliano in Nero su nero, una raccolta di scritti pubblicata nel 1979, un anno prima dell'uscita del Nome della rosa.

### L'artificio del manoscritto
La finzione del manoscritto ritrovato, utilizzata da Umberto Eco, è un espediente narrativo già usato da altri autori nella storia della letteratura. A differenza di Manzoni, ad esempio, che utilizzò tale soluzione per attribuire veridicità storica al suo romanzo e per potersi distaccare dalla vicenda (in quanto non inventata da lui e non coinvolto) potendo quindi giudicare dall'alto le azioni dei personaggi, Eco inserisce numerosi elementi per far capire al lettore che la storia è fittizia e nulla può essere giudicato vero. Infatti mentre Manzoni trova un manoscritto originale del '600 Eco ne ritrova uno con numerose correzioni che è stato trascritto e tradotto numerose volte, con i conseguenti errori di copiatura e traduzione a cui tutti i manoscritti sono sottoposti, si perde così il vero storico.

### Fonti di ispirazione e citazioni
All'epoca della concezione dell'opera, il romanzo storico con ambientazione medievale era stato riscoperto da poco in Italia da Italo Alighiero Chiusano, col suo L'ordalia. Le diverse similitudini (ambientazione temporale, genere inteso come romanzo di formazione, e scelta dei personaggi principali, un novizio e il suo maestro, un saggio monaco più anziano), e la notorietà che L'ordalia aveva nel 1979, che un esperto di letteratura come Umberto Eco difficilmente ignorava, fanno ritenere L'ordalia con molte probabilità una delle principali fonti di ispirazione de Il nome della rosa.

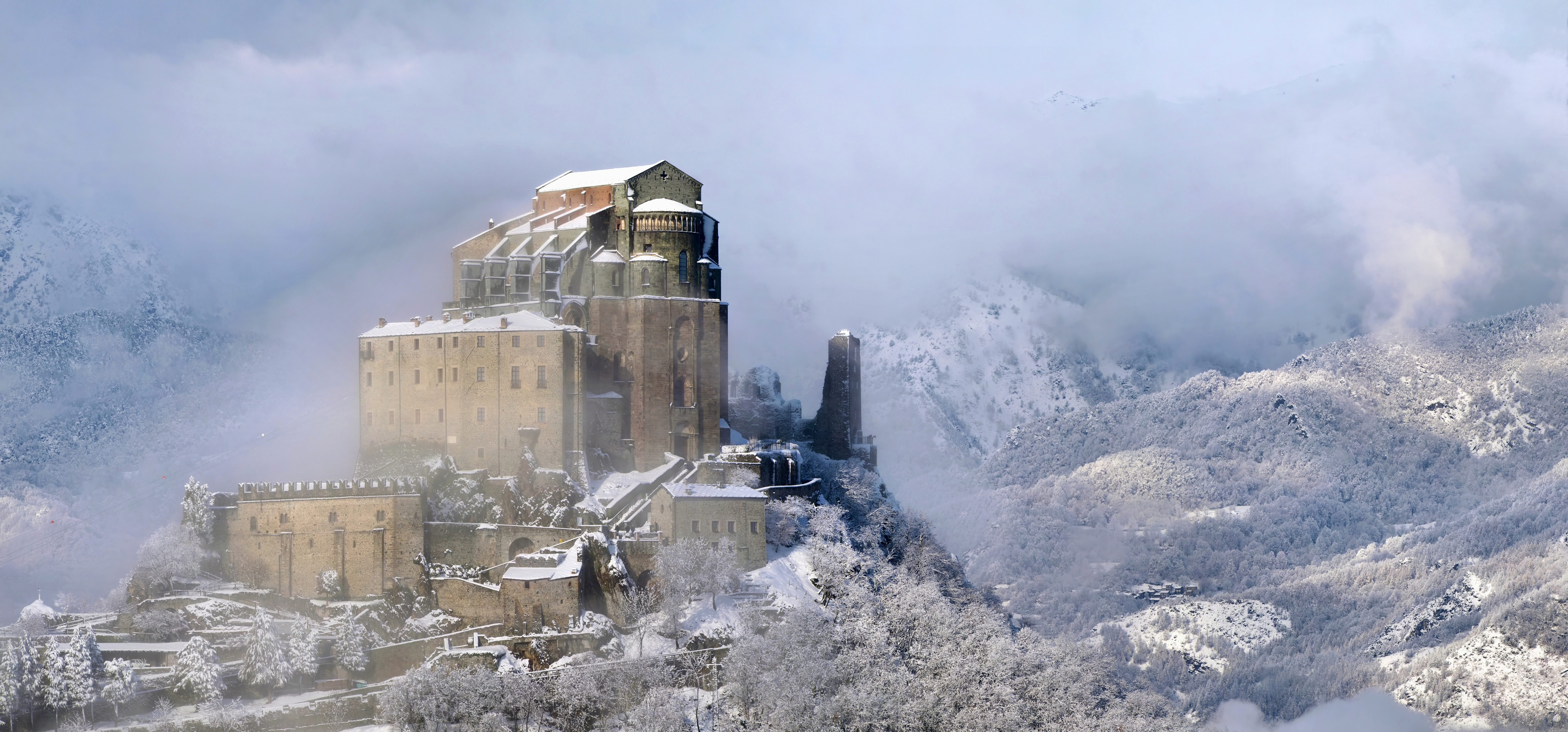
Sacra di San Michele, il monastero situato a Sant'Ambrogio di Torino al quale s'ispirò Eco

Dai nomi, dalle descrizioni dei personaggi e dallo stile scelto per la narrazione, risulta invece evidente l'omaggio che Eco fa a sir Arthur Conan Doyle e al suo personaggio di maggior successo: Sherlock Holmes. Guglielmo, infatti, sembra ricavato, per descrizione fisica e per metodo d'indagine, dalla figura di Holmes: le sue capacità deduttive, la sua umiltà e il suo desiderio di conoscenza sembrano infatti riprendere e, a tratti, esaltare gli aspetti migliori dell'investigatore britannico. Inoltre proviene dalla (immaginaria) contea di Baskerville, che riprende il nome da una delle più note opere di Doyle, Il mastino dei Baskerville, che per atmosfera può tranquillamente essere considerato come una delle fonti del libro di Eco. Parallelamente il giovane Adso riprende alcuni aspetti della figura del fido Watson holmesiano. Come Watson è il narratore in prima persona della vicenda e come lui si mostra ottuso e poco attento, nonostante il desiderio di apprendere, e pronto all'azione. I nomi dei due personaggi (Watson e Adso) presentano inoltre un'assonanza.
Evidenti sono anche i riferimenti nel romanzo di Eco a Brother Cadfael, monaco e investigatore medievale protagonista di una serie di romanzi gialli della scrittrice inglese Ellis Peters (1913-1995) a partire dal 1977 con A Morbid Taste for Bones, tradotto in italiano col titolo La bara d'argento, in cui fratello Cadfael ha come aiutanti due novizi.
La ripartizione del testo in base alle ore del giorno (ore canoniche nel romanzo di Eco) è un prestito dal celeberrimo romanzo Ulisse di James Joyce, anche se l'Ulisse si svolge in una sola giornata e non in sette.
In un dialogo tra Guglielmo e Adso il primo usa la metafora wittgensteiniana della scala che "si deve gettar via" dopo averla impiegata per salire, attribuendola a "un mistico delle tue terre" (Adso, come Wittgenstein, è austriaco).
Dopo il secondo omicidio, Guglielmo, a partire da un'osservazione di Alinardo (secondo giorno, dopo vespri), ipotizza che la serie dei delitti sia basata su un progetto ispirato alle sette trombe dell'Apocalisse, e ciò influenza le sue indagini successive. Ma alla fine si scopre che non c'era alcun piano ("Ho fabbricato uno schema falso per interpretare le mosse del colpevole e il colpevole vi si è adeguato", settimo giorno, notte; è significativo che Jorge, invece, pensi che si tratti di un piano divino di cui lui è lo strumento). Questo aspetto della vicenda poliziesca sembra ispirato a quanto accade nel racconto La morte e la bussola di Jorge Luis Borges.

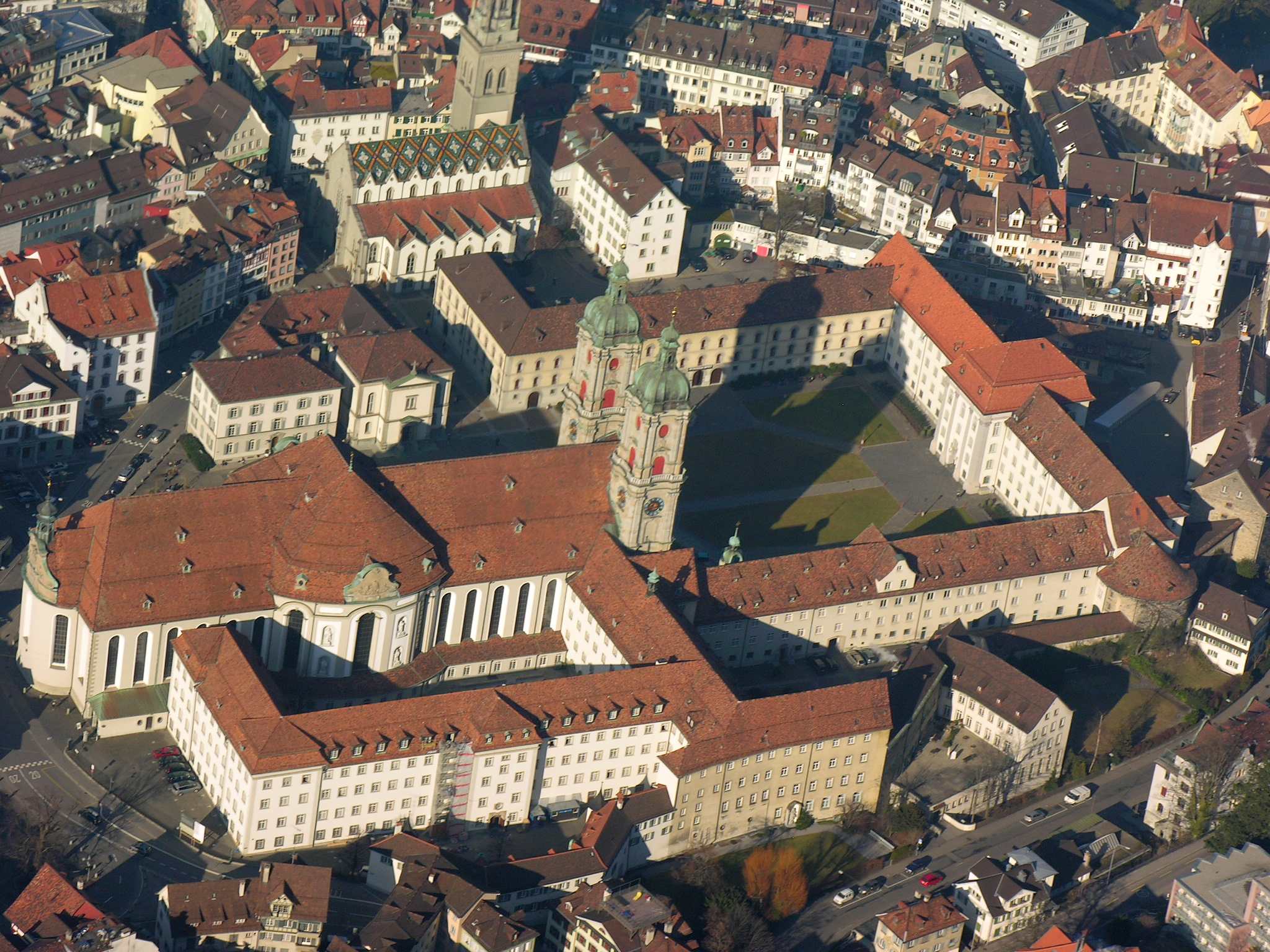
Abbazia di San Gallo, la cui biblioteca ispirò Eco

Per ambientare il suo romanzo, Eco (che successivamente si è rivelato un profondo conoscitore del pensiero geografico e cartografico del Medioevo europeo, come traspare da molti elementi presenti nel romanzo) si è ispirato alla Sacra di San Michele, abbazia benedettina monumento simbolo del Piemonte.
Per lo scriptorium dell'Abbazia, Eco ha tenuto presente la biblioteca e l'intera abbazia di San Gallo in Svizzera (in particolare è da menzionare la Pianta di San Gallo. Come la facciata della Chiesa dell'abbazia sembra ispirarsi anche alla Cattedrale di san Ciriaco ad Ancona. All'inizio del romanzo, prima del manoscritto, è riportata la pianta di un'abbazia che comunque ha una struttura diversa da quella del romanzo di Eco).
Alla fine del terzo giorno è presente una citazione dal V Canto dell'Inferno di Dante, la cui opera è citata un paio di volte. Inoltre, Adso racconta un proprio svenimento con le parole "Caddi come un corpo morto cade" che sono una chiara citazione della Commedia. Guglielmo invece parla di Malachia come di un "Vaso di coccio tra i vasi di ferro" richiamando Esopo e Manzoni.
Nel sogno di Adso, vengono citate due frasi che oggi sono famose perché ritenute fra i primi documenti del volgare italiano: "Traete, filii de puta!", da un'iscrizione nella Basilica di San Clemente in Roma, e "Sao ko kelle terre per kelle fini ke ki kontene..." dai Placiti cassinesi.
La scena in cui Adso copula con la contadinella è un collage di spezzoni del Cantico dei cantici e di brani di mistici che descrivono le loro estasi. In questo modo Eco ha cercato di trasmettere come un monaco sperimenterebbe il sesso attraverso la sua "sensibilità culturale".
La tecnica con cui l'assassino uccide i monaci è ripresa dal film Il giovedì (1963) di Dino Risi.

## Interpretazioni
(Umberto Eco, op. cit., p. 440)

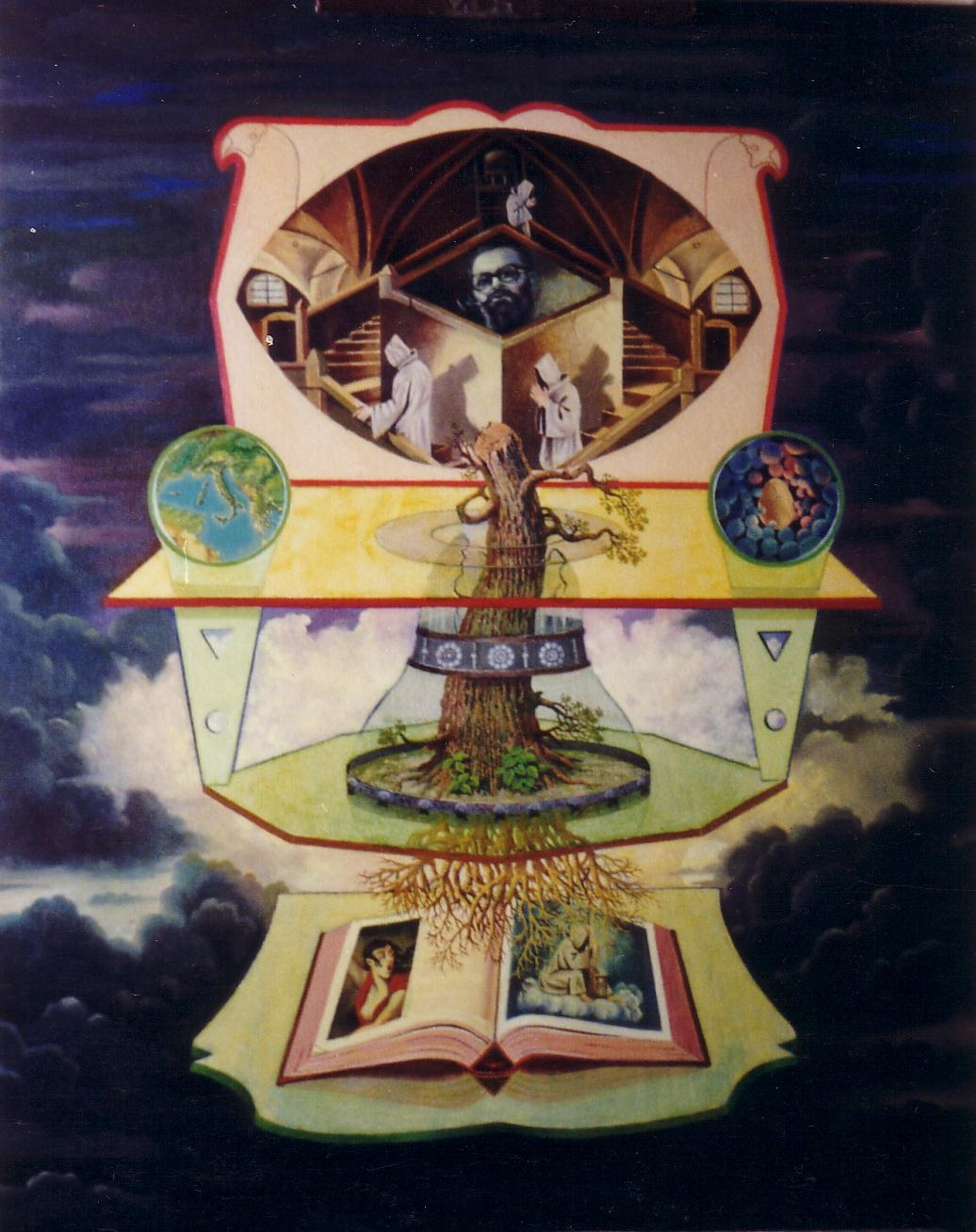
Il nome della rosa (omaggio del pittore William Girometti ad Umberto Eco)

Attribuire un genere letterario al romanzo di Eco è assai difficile: esso infatti è stato particolarmente apprezzato per la presenza di molteplici piani di lettura, che possono essere colti dal lettore a seconda della sua preparazione culturale. Pur presentandosi come un giallo, o come un romanzo storico ad una lettura superficiale, il libro è in realtà costruito attraverso una fitta rete di citazioni tratte da numerose altre opere letterarie, dunque è, in un certo senso, un libro fatto di altri libri. È costante il riferimento linguistico e semiologico. È anche presente, appena sotto la superficie, una forte componente esoterica, e di fondo la storia può essere vista come una riflessione filosofica sul senso e sul valore della verità e della sua ricerca, da un punto di vista strettamente laico, tema del resto comune alle opere successive di Eco. In particolare, è stata anche evidenziata l'ispirazione nominalista del romanzo.
Nel piano di lettura storico presente nel romanzo, i personaggi e le forze che nella vicenda narrata si contrappongono rappresentano in realtà due epoche e due mentalità che in quel periodo storico si sono trovate a fronteggiarsi: da un lato il medioevo più antico, col suo fardello di dogmi, preconcetti e superstizioni, ma anche intriso di una profonda e mistica spiritualità, dall'altro lato il nuovo mondo che avanza, rappresentato da Guglielmo, con la sua sete di conoscenza, con la predisposizione a cercare una verità più certa e intelligibile attraverso la ricerca e l'indagine, anticipazione di un metodo scientifico che in Europa di lì a poco non tarderà ad affermarsi.
L'autore usa un espediente narrativo e così il romanzo scritto da Umberto Eco è in realtà una narrazione al quarto livello di incassamento, dentro ad altre tre narrazioni: Eco dice di raccontare ciò che ha trovato nel testo di Vallet, che a sua volta diceva che Mabillon ha detto che Adso disse... In questo senso Eco non fa che riproporre un artificio letterario tipico dei romanzi inglesi neogotici, e utilizzato anche da Alessandro Manzoni per I promessi sposi.
Un ulteriore piano di lettura vede il romanzo come un'allegoria delle vicende italiane contemporanee o di poco precedenti all'uscita de Il nome della rosa, ovvero la situazione politica degli anni settanta, con le diverse parti in causa a rappresentare sì l'evolversi politico e spirituale legato al dibattito sulla povertà nel Trecento, ma anche le diverse correnti di pensiero o situazioni proprie degli anni di piombo: Papa Giovanni XXII e la corte avignonese a rappresentare i conservatori, Ubertino da Casale e i francescani nel ruolo dei riformisti, Fra Dolcino e i movimenti ereticali medievali in quello dei gruppi, armati e no, legati all'area extraparlamentare.

### LePostille
Nel 1983 Umberto Eco pubblicò, attraverso la rivista Alfabeta, le Postille al Nome della rosa, un saggio col quale l'autore spiega il percorso letterario che l'aveva portato alla stesura del romanzo, fornendo chiarimenti su alcuni aspetti concettuali dell'opera. Le Postille al Nome della rosa sono state poi allegate a tutte le ristampe italiane del romanzo successive al 1983.
Nel paragrafo intitolato "Il Postmoderno, l'ironia, il piacevole", Eco afferma che il "post-moderno è un termine buono à tout faire". Inoltre, secondo l'autore, il postmoderno è sempre più retrodatato: mentre prima questo termine si riferiva solamente al contesto culturale degli ultimi vent'anni, oggi viene impiegato anche per periodi precedenti. Tuttavia per Eco il post-moderno non è "una tendenza circoscrivibile cronologicamente, ma una categoria spirituale, un Kunstwollen, un modo di operare". "Potremmo dire che ogni epoca ha il proprio post-moderno, così come ogni epoca avrebbe il proprio manierismo". In ogni epoca si giunge a momenti in cui ci si accorge che "il passato ci condiziona, ci sta addosso, ci ricatta". All'inizio del Novecento, per questi motivi, l'avanguardia storica cerca di opporsi al condizionamento del passato, distruggendolo e sfigurandolo. Ma l'avanguardia non si ferma qui, procede fino all'annullamento dell'opera stessa (il silenzio nella musica, la cornice vuota in pittura, le pagine bianche in letteratura etc). Dopo ciò "l'avanguardia (il moderno) non può più andare oltre". Dunque siamo costretti a riconoscere il passato e a prenderlo con ironia, ma senza ingenuità. "La risposta post-moderna al moderno consiste nel riconoscere che il passato, visto che non può essere distrutto, perché la sua distruzione porta al silenzio, deve essere rivisitato: con ironia, in modo non innocente".

## Critica
Nonostante gli apprezzamenti e il suo successo editoriale, Eco lo considerava un libro sopravvalutato e si dispiaceva che i lettori vi siano così affezionati, quando gli altri suoi romanzi sono, a suo dire, migliori:
La stampa italiana e internazionale, invece, accolse con grande entusiasmo Il nome della rosa e molti critici scrissero parole d'elogio per l'opera di Eco.
(Lars Gustafsson, Der Spiegel)
(Robert Maggiori, Libération)
(Richard Ellmann, The New York Review of Books)
(Nicholas Shrimpton, The Sunday Times)
(L'Express)
(Mario Fusco, Le Monde)
(Anthony Burgess, The Observer)
(Franco Ferrucci, The New York Times Book Review)
(Frank Kermode, The London Review of Books)
Non sono mancate tuttavia voci più critiche in ambito cattolico, in particolare riguardo all'attendibilità storica del romanzo e alla relativa rappresentazione del cattolicesimo medievale:
(Massimo Introvigne, Cristianità n. 15, febbraio 1987)
(Régine Pernoud, 30 Giorni, gennaio 1987)
(Mario Palmaro, La Bussola Quotidiana, settembre 2011)
Pare che anche Ken Follett non abbia apprezzato il libro, trovandolo troppo noioso e descrittivo, e preferendo alla sua scrittura quella di Dan Brown.

### Controversie
Nel 2011 Eco rivisitò Il nome della rosa effettuando delle modifiche che portarono il libro ad allungarsi di 18 pagine. Questo lavoro di correzione generò critiche controverse, tra cui quella di Pierre Assouline di Le Monde, che accusò l'autore di voler abbassare il livello del romanzo e semplificarne la lingua per andare incontro alle generazioni digitalizzate. Eco respinse le accuse affermando che il suo era stato solo un piccolo lavoro di "cosmesi", volto soprattutto a sveltire certi passaggi per preservare il ritmo della narrazione; eliminare certe ripetizioni; togliere degli errori che da anni gli pesavano e modificare leggermente l'aspetto fisico dei personaggi, che erano a suo dire "troppo grotteschi".
Anche a causa della sua peculiare struttura, fatta di citazioni di altri testi, il romanzo è stato accusato più o meno apertamente di plagio nei confronti di vari libri. Nel 1989 venne avanzata nei confronti di Umberto Eco un'accusa formale da parte di uno scrittore cipriota, il quale sosteneva che alcuni contenuti del libro erano ripresi da un proprio romanzo, dove due personaggi entravano in un monastero e discutevano con l'abate dell'Apocalisse. Tuttavia le numerose differenze tra la storia cipriota, che si svolgeva ai giorni nostri, e la scarsa rilevanza del colloquio, che occupava solo poche pagine, condusse alla sentenza di un tribunale cipriota, che scagionò lo scrittore italiano assolvendolo nel 1992. Riguardo alla traduzione in lingua araba del romanzo, nel 1998 Ahmed Somai, primo traduttore tunisino, accusò di plagio il firmatario della edizione egiziana, Kamel Oueid El - Amiri.

## Opere derivate

### Cinema
Dal romanzo di Eco è stato liberamente tratto un omonimo film per la regia di Jean-Jacques Annaud, interpretato da Sean Connery (Guglielmo da Baskerville), F. Murray Abraham (Bernardo Gui), Christian Slater (Adso) e Ron Perlman (Salvatore).
Dal romanzo di Eco i registi Francesco Conversano e Nene Grignaffini hanno realizzato il documentario La Rosa dei Nomi, che attraverso le parole di Umberto Eco racconta il processo della scrittura del libro e con Jean-Jacques Annaud la trasposizione dal libro al film.

### Radio
Nel 2005 Rai Radio 2 ha trasmesso un adattamento radiofonico in 35 puntate del romanzo, disponibile in formato RealAudio sul sito RAI.

### Teatro
Nel 2017 una versione teatrale di Stefano Massini, con la regia di Leo Muscato.
Il 27 aprile 2025 l'opera lirica Il nome della rosa, composta da Francesco Filidei, è stata portata al debutto al Teatro alla Scala.

### Televisione
Una miniserie televisiva composta da otto puntate da 50 minuti è andata in onda su Rai 1 nel marzo 2019; prodotta dalla Rai in collaborazione con 11 Marzo Film, Palomar e Tele München Group, è diretta da Giacomo Battiato, girata in inglese, e sviluppa alcune storie accennate marginalmente nel romanzo. La serie vanta un cast internazionale: John Turturro e Rupert Everett sono i protagonisti nei panni rispettivamente di Guglielmo da Baskerville e l'inquisitore Bernardo Gui, con Michael Emerson, Sebastian Koch, James Cosmo, Richard Sammel, Fabrizio Bentivoglio, Greta Scarano, Stefano Fresi e Piotr Adamczyk.

### Altro
Dal romanzo fu tratto negli anni ottanta uno dei più famosi videogiochi spagnoli per la piattaforma MSX, La abadía del crimen, presto convertito per altri sistemi operativi come Amstrad e, negli anni duemila, per PC/Windows. Nel videogioco, il nome del personaggio principale è stato cambiato in Guglielmo di Occam.
Nel 2008 uscì una avventura grafica punta e clicca dal titolo Murder in the Abbey sviluppata dalla software house spagnola Alcachofa Soft, liberamente ispirata alle vicende del libro di Eco. In questo caso il personaggio di Guglielmo da Baskerville è sostituito da un monaco di nome Leonardo da Toledo e il suo assistente Bruno si sostituisce al personaggio di Adso.
Nel 2023 Milo Manara ne ha realizzato una versione a fumetti per la Oblomov Edizioni.

## Influenza culturale
- Un albo del fumetto italiano Zagor ha omaggiato l'opera di Eco: L'abbazia del mistero (n. 317-320), realizzato da Moreno Burattini e Gallieno Ferri.
- Il romanzo è stato anche oggetto di una parodia apparsa su Topolino, dal titolo Il nome della mimosa, per i disegni di Giampiero Ubezio.
- Il romanzo ha ispirato la canzone The Sign of the Cross del gruppo heavy metal britannico Iron Maiden, presente nell'album The X Factor, pubblicato nel 1995[53].
- Il romanzo ha inoltre ispirato il secondo album della band AOR/melodic metal britannica Ten, appunto The Name of The Rose, pubblicato nel 1996.
- Il primo album del gruppo visual kei giapponese D si chiama The name of the ROSE, in omaggio al libro.
- Il film ha ispirato la canzone Abbey Of Synn, contenuta nell'album Actual Fantasy (1996) di Ayreon, progetto prog-metal del noto compositore e polistrumentista olandese Arjen Anthony Lucassen.
- Dal romanzo hanno tratto ispirazione Bruno Faidutti e Serge Laget nella realizzazione del gioco da tavolo Il Mistero dell'Abbazia ("The Mystery of the Abbey"), edito nel 2003 da Days of Wonder[54].
- Il videogioco Murder in the Abbey, sviluppato dalla Alcachofa Soft e distribuito nel 2008 dalla DreamCatcher Interactive (in Italia dalla Blue Label Entertainment), è chiaramente ispirato al romanzo di Eco.
- Un albo a fumetti della serie "Le Storie", ad opera di Giovanni Di Gregorio e Christopher Possenti, edito dalla Sergio Bonelli Editore e intitolato Ex tenebris, si ispira palesemente al romanzo di Eco.
- Fra Dolcino e la sua compagna Margherita Boninsegna, citati da Eco in Il nome della rosa e personaggi secondari nell'omonima miniserie che ne è stata tratta nel 2019, sono diventati protagonisti del romanzo storico Margherita dei ribelli, scritto da Fabrizio Bozzetti ed edito da DeriveApprodi, che racconta in particolare la vicenda dei due dal punto di vista della Boninsegna.[55]

## Edizioni
- Il nome della rosa, Milano, Bompiani, 1980, ISBN non esistente, SBN LI30026624.
- Il nome della rosa, In appendice postille a "Il nome della rosa" di U. Eco, Collana I Grandi Tascabili, Bompiani, 1984, ISBN 978-88-452-1066-2. - Collana La Grande Biblioteca, Fabbri Editori, 1993; Superpocket, 1997; La Biblioteca di Repubblica, 2002; Collana Tascabili, Bompiani, 2004.
- Il nome della rosa, Introduzione e note a cura di Costantino Marmo, Collana Letture, Milano, Bompiani per le scuole superiori, 1987, ISBN 978-88-450-3418-3.
- Il nome della rosa, prefazione di Jurij Michajlovič Lotman, Collezione Premio Strega, Novara, UTET, 2007, ISBN 88-02-07492-5.
- Il nome della rosa, prima edizione riveduta e corretta, Collana Narratori italiani, Milano, Bompiani, 2012, ISBN 978-88-452-6817-5. - Collana I grandi tascabili, Bompiani, 2013, ISBN 978-88-452-7348-3; Collana Classici Contemporanei, Bompiani, 2014.
- Il nome della rosa, edizione con i disegni e gli appunti dell’autore, nota critica di Mario Andreose, Collana Oceani, Milano, La nave di Teseo, 2020, ISBN 978-88-346-0300-0.